# Ferdinand Lassalle
Ferdinand Lassalle (Breslau, 14. travnja 1825. – Ženeva, 31. kolovoza 1864.), njemački socijalist 
Sin je imućnog židovskog trgovca, a studirao je filologiju, povijest i filozofiju u Wroclawu i Berlinu, zatim odlazi u Pariz, gdje se upoznaje s učenjem Louisa Blanca. Sudjelovao je u revoluciji 1848. godine i surađivao s "Neue Rheinische Zeitung" pod uredništvom Karla Marxa. 
Posvetivši se 50-ih godina književnom radu napisao je djelo o Heraklitovoj filozofiji, povijestnu dramu u stihovima "Franz von Suckingen" i prevrno-filozofsko djelo "Sistem pravnih tekovina". Njegovi filozofski i društveno-politički nazori predstavljaju eklekticizam različitih sistema. 
Za Opći njemački radnički kongres 1863. godine izradio je nacrt programa, a Kongres je osnovao Opće njemačko radničko udruženje, izabrao Lessallea za predsjednika i primio njegov program. Glavno sredstvo u preobrazbi društva Lassale je vidio u stvaranju proizvodnih radničkih zadruga uz pomoć države, koju će postupno kao "izvanklasnu" organizaciju pretvoriti u tzv. slobodnu narodnu državu. 
U ekonomskoj teoriji zastupao je tzv. željezni zakon najamnine. Njegovo koketiranje s Bismarckom dovelo ga je i do formalnog saveza s njime protiv liberalne buržoazije. Bio je vješt agitator i organizator, ali i demagog i teatralno tašta priroda. Poginuo je u dvoboju. 